# 커넥션 (드라마)

《커넥션》은 2024년 5월 24일부터 2024년 7월 6일까지 방송된 SBS 금토 드라마이다.

## 기획 의도
누군가에 의해 약물 복용을 강요받은 마약팀 에이스 형사가 친구의 죽음과 20년 동안 악화된 우정, 인연의 전말을 밝히는 심리범죄 수사 스릴러

## 제작진

### 제작
- 한정환
- 이태곤
- 조재연

### 제작사
- 스튜디오S
- 쏘울픽쳐스
- 풍년전파상

### 극본
- 이현 : JTBC 월화 드라마 《검사내전》(공동 집필) 집필

### 연출
- 김문교 : SBS 월화 드라마 《트롤리》(공동 연출) 연출
- 권다솜 : SBS 월화 드라마 《트롤리》(공동 연출), SBS 금토 드라마 《마이데몬》(공동 연출) 연출

## 등장 인물
- (†) 표시는 드라마 상에서 최종적으로 사망한 인물이다.

### 주요 인물
- 지성 : 장재경 역 (아역 : 조한결) - "우정은 위험하다."

'인맥과 빽 없는 성공엔 약점도 없다.'는 좌우명을 실천하기 위해 지난 20년간 위험하다 싶은 것은 멀리하며 살았고, '우정'도 그중 하나다. 처음엔 없으면 못 살 듯하지만, 어느 순간엔 뭔가를 기대하고 바라고... 그렇게 우정이 변한다고 생각한다. 경찰 내부에선 후배들의 존경과 선배들의 믿음을 한 몸에 받는다. 후배들 편에서 할 말은 해주기도 하지만, 선배들 위해서 궂은일도 한다. 인맥을 쌓으려는 목적이라기보다는 와이프, 자식 있는 사람들, 집에 일찍 보내는 게 맞는 거라는 합리적 이유다. 경찰은 박봉이다. 박봉이면 유혹에 노출된다. 그래서 더더욱 경찰끼리 뭉쳐야 한다. 그래야 이겨낼 수 있다는 게 재경의 지론이다. 대학 졸업 후 순경에서 시작, 두각을 나타내며 특진을 거듭했고, 경사부터는 오로지 시험에 매달려서 경위 진급, 다시 경감 시험을 준비하던 중 경기 남부 최대 마약조직 일망타진의 성과로 드디어 꿈에 그리던 경감에 특진되었다.
바로 그 경감에 특진한 날, 20년간 기억에 머물러있던 박준서가 찾아온다. 별말도 없었다. 듣기 싫은 과거 이야기를 꺼내는 그가 이해되지도 않았다. 하지만, 그것이 약점 없이 빚어온 그의 삶의 지론들을 송두리째 시궁창으로 처넣는 악몽의 시작임을 알지 못했다.
- 전미도 : 오윤진 역 (아역 : 김민주) - "우정은 돈이다"

저강고등학교에 전학 온 첫 날부터 학급의 금과옥조처럼 여겨지던 '학습신조'의 올드함을 까발리며 담임선생님에게 대들었던 그녀, 모두 다 그 당돌함에 질려했지만, 준서, 재경, 주송은 그녀의 그런 반항기가 신선했고, 준서가 고백하면서 둘은 사귀었다. 고교 시절의 일들이 희미해질 만큼 시간이 흐른 지금도 윤진은 여전히 자기주장이 강하고, 말에 거침이 없고, 주변 사람 의식해서 조신한 척은 못한다. 아니다 싶을 때는 지위 고하를 막론하고 달려드는 싸움닭. 이런 그녀의 기질을 십분 살려 지금은 지역 신문사의 기자다. 이혼을 겪고, 딸을 전남편이 키우면서 그녀의 목표는 하나. 사랑하는 딸을 데려와 잘 키울 만큼 돈을 벌어야 한다. 근데, 세상은 깨끗하지 않았고, 돈은 원래부터 더러운 것이다. 그러니 내 손 안 더럽히고 돈을 번다는 건 어불성설. 그래서 그녀는 기레기가 되기로 결심했다. 딱 10년만 이 짓하고 은퇴해서 딸과 함께 살고 말 테다. 그러던 어느 날, 친구가 죽었단다. 웬걸? 그 친구가 나한테 50억 보험금을? 이건 인생 절호의 찬스다. 당장 내일부터 은퇴해도 될 각이다.
- 권율 : 박태진 역 (아역 : 백재우) - "우정은 이용하는 것이다."

현직 검사로 경기도 수원지방검찰청 안현지청 소속이다, 학교에서는 물론이고 안현시 전체에서도 두뇌가 뛰어난 천재로 유명했다. 원창호 회장이 준서와 더불어 자신의 아들 종수와 친하게 지내도록 배려했고, 태진의 부모를 대신해 재정적인 지원을 아끼지 않았다. 가난한 집안에서 태어나 어려서부터 눈칫밥을 먹으며 자란 탓에 공부뿐만 아니라 사회생활에서도 눈치가 빠르고 윗사람이 원하는 것, 아랫사람이 바라는 것을 잘 알았다. 검사가 된 이후에는 종수 그리고 원창호 회장의 일이라면 적극적으로 도왔다. 그러던 어느 날... 그간 참고 있던 속마음을 드러내기 시작한다. 이제 충분한 힘을 가졌고, 돈만 손에 쥐면 더 필요한 게 없다. 원종수 같은 도련님 한량들, 한칼에 날릴 수도 있다. 그래서 오랫동안 준비한 구상을 실행에 옮긴다. 밑천이 없어도... 자신이 직접 뛰지 않고, 친구들 앞세우면서도... 많은 돈을 짧은 시간 안에 벌어서 Exit할 수 있는 방법.
그가 가는 길에 걸리적거리는 게 있다면, 검사 칼춤 몇 번으로 뚫고 나갈 심산이다.
- 김경남 : 원종수 역 (아역 : 박시윤) - "우정은 없다, 군신(君臣)만 있을 뿐."

종수는 그릇이 작고 질투가 심했지만, 일찍이 힘의 논리와 약육강식을 알았다. 그의 아버지인 금형그룹 화장 원창호는 그런 아들에게 도움이 될 만한 친구들을 물색했고, 그의 눈에 박태진과 박준서가 들어온다. 하나는 명석한 두뇌를, 하나는 선한 마음과 신망을 가졌다. 그렇게 세 사람은 고등학교 1학년부터 3학년까지 같은 반을 다니며 친해졌지만, 늘 다른 친구들과 자신을 비교하는 아버지에게 인정받고 싶은 욕구는 감출 수 없었다. 미국에서 대학을 마치고 한국으로 돌아와 금형그룹 계열사인 금형약품 을 경영하던 중 회사 내 한 연구원이 신종마약을 개발한다. 대학 시절부터 종종 마약을 했던 종수는 그 성능이 예사롭지 않음을 알았고, 혼자 즐길 목적으로 마약을 제조한다. 그러다 아버지에게 인정받을 기회가 온다. 안현시에서 추진하려는 필오동 개발사업. 무조건 성공해야 한다. 그리고 걱정이 없다.
그의 곁엔 박태진, 박준서가 있으니까. 자고로 양손에 에이스 두 장 들고 포커 치면 돈 잃을 일은 없다지 않았나.

### 마약 조직원
- 유희제 : 공진욱 역 - 이미 전과가 여럿 있다, 그러다 1년 전, 성매매 알선 혐의로 검거 되어 박태진에게 조사를 받는다. 머리도 좋고, 간도 큰 놈. 최근에는 신종마약을 기반으로 조직을 이끌게 되고, '닥터'라 불리는 사람에게 약을 독점 공급받는데, 어느 날 공급이 끊기면서 위기가 온다.
- 백지원 : 윤 사장 역 - 안현시를 기반으로 온갖 돈 되는 나쁜 짓은 도맡아 해온 인물, 몇 해 전부터 마약 유통에 손을 댔는데, 큰 조직들 틈바구니에서 살길을 찾기가 쉽지 않다. 그러다 최근 '레몬뽕' 유통으로 재미를 보고, 이젠 의문의 제조자 '닥터'와 직거래하길 원한다.
- 박상원 : 이근호 역
- 서영수 : 고기성 역
- 미정 : 닥터 역

### 저강고등학교 동창
- 정순원 : 허주송 역 (아역 : 조민구) - "우정도 사랑이다."

윤진이 준서와 연애를 하고, 결국 다른 사람과 결혼했어도, 우정전선 이상무. 이제 윤진이 이혼까지 한 마당에 자신에게도 기회가 왔다고 생각한다. 비폭력주의자에 수다스럽고 마음 따뜻한 남자지만, 이런 성격이 잘 먹혀서 보험업으로 크게 성공했다. 실적을 채우려는 욕심보다 인생의 안전장치로서 보험이 얼마나 필요한지 전하려는 진심이 통했달까? 그러던 그에게 친구가 찾아온다. 10년 만에 나타나서 한다는 소리가 무려 50억짜리 생명보험을 들겠단다. 더군다나 그를 끌고 법무법인에 가서 유언장에 증인 서명을 하란다. 혼란스럽지만 왜 이러는지 캐묻지도 못했다. 왜? 이번 달엔 진심으로 실적이 필요했으니까... 근데 일주일 후, 그 친구가 죽었다. 이건 아닌데... 내가 혹시 자살하면 보험금 없단 이야기를 안 했나? 아니다, 했는데...
- 윤나무 : 박준서 역 (아역 : 이현소) (†) - "우정은 지켜내야 한다."

어려서부터 공부 잘하고 성품도 곧았다, 그 덕에 아이들의 신망을 얻어 초등학교 4학년 때부터 고등학교 3학년까지 맡아 놓고 반장이었다. 그냥 봐도 리더십이 느껴지는... 딱히 말로 형용하기는 어렵지만 믿음이 가는 그런 친구였다. 20년 세월은 흘렀지만, 친구들의 준서에 대한 신망은 여전히 두텁다. 세심하게 친구들의 어려움을 보살펴주는 엄마 같은 친구. 그러나 아이러니하게도 준서는 그 친구들 때문에 늘 외로웠다. 첫사랑 윤진과는 헤어져야 했고, 진정으로 마음을 알아주는 친구들과도 멀어져야 했다. 어찌 보면 그의 인생은 불행의 연속이었다. 늦둥이 딸은 희귀병을 앓다가 먼저 세상을 떠났고 가진 것도, 준비해 놓은 것도 없는 그에게 남은 것은 아내와 친구들 뿐... 그러던 어느 겨울날, 그는 결심을 했다.
- 차엽 : 오치현 역 - "우정은 의리다."

학창 시절 내내 싸움으로 져본 적이 없다, 고등학교 졸업 후, 한때 안현시에서 조직을 거느렸지만 지금은 종수 밑에서 비서실장 겸 하수인 역할을 하고 있다. 의리를 목숨보다 소중하게 여기는 사람이다. 한 번 친구를 맺으면 절대 배신하지 않는 것이 진정한 의리라고 믿는다. 하지만 그때는 몰랐다. 때론 돈이 의리보다 중요하다는 걸.
- 이강욱 : 정윤호 역 - "우정은 눈빛만 봐도 아는 것이다."

어려서부터 공부할 머리도 안 되고, 싸움도 치현에게 한참 밀리고, 집안엔 돈도 없었다. 하는 수 없이 잘난 친구들 사이에 끼려면 눈치를 봐야 했다. 친구들이 원하는 게 뭔지 먼저 깨달으려고 애썼고, 그러다 너무 앞서 나가 문제를 일으키기도 했다. 그래서 늘 불안한데, 그나마 자기 맘 알아주는 건 박준서랑 오치현뿐이다. 같은 반 미화부장이었던 강시정과 결혼해 아이 둘의 아빠가 되었고, 지금은 택시운전을 한다.
- 박근록 : 정상의 역 - 금형약품 연구원, 내성적인 데다 말수가 적어 사귀는데 어려움이 많았지만, 준서만큼은 유일하게 상의를 따뜻하게 대해줬다. 그런 준서 덕분에 종수 무리에 낄 수 있었다. 대학에서 화학공학을 전공하고, 준서의 추천으로 금형약품 R&D 연구원으로 들어갔다. 특별히 자신의 의견을 피력하지 않는 성향상 종수나 준서가 시키는 일에 토를 달지 않고 따르는 편이었고, 친구들도 이 점을 상의의 미덕이라고 여긴다.
- 류혜린 : 강시정 역 - 가정주부, 윤호의 아내.
- 미상 : 채경태 역
- 미상 : 노규민 역 (아역: 안도규)

### 안현 경찰서 강력팀
- 박정표 : 유경환 역 - 강력팀 반장, 직급 경감. 하필이면 장재경처럼 순경에서 치고 올라와 같은 경감으로 특진한 사람이 있어서 늘 비교가 된다. 장재경이 삐끗하기만을 기다리는데 마침, 장재경이 이상하다. 기회다.
- 김민식 : 박인수 역 - 강력팀 경위
- 변호준 : 민정국 역 - 강력팀 경사

### 안현 경찰서 마약팀
- 윤사봉 : 정연주 역 - 형사2팀 마약범죄수사팀 팀장, 경찰 생활 올해로 30년, 마약범죄 전담만 22년 한 베테랑 중의 베테랑. 그래도 나이 먹고, 정년이 얼마 안 남다 보니 슬슬 무서운 것도 많아지고 한 발 빼고 싶을 때도 늘어난다. 그래도 믿을 놈 하나, 앞만 보고 달려가는 장재경이 곁에 있다는 게 오랜 경찰 생활의 위안이다.
- 정재광 : 김창수 역 - 마약범죄수사팀 장재경 반장 휘하, 직급은 경위다. 장재경과 마약팀에만 8년째 함께하고 있다. 그 사이 장경감에게 자극받아 경위까지 진급했다. 스스로 잘 안다. 장경감 아니었으면 지금 경사도 못됐을 수 있음을. 제일 존경하는 사람? 이순신 장군, 돌아가신 아버지, 그리고 장재경 경감이다.
- 서이라 : 오수현 역 - 마약팀 경사
- 미상 : 안명호 역

### 안현경제일보
- 이상준 : 김우성 역 - 안현경제일보 기자, 윤진의 후배
- 장혁진[1] : 황홍석 역 - 안현경제일보 편집장

### 그 외 인물
- 정유민 : 최지연 역 - 준서의 아내
- 문성근 : 원창호 역 - 축산업을 하는 농가가 대부분이었던 안현시, 도축업을 자동화하고 군납을 성사시킨 원창호는 그 자금력으로 IMF 때 도산하던 기업들을 헐값에 주워 담아 지금의 금형그룹을 만들었다. 손이 귀한 집안에서 유일한 아들인 원종수는 어려서부터 원창호의 기대에 제대로 부응하지 못했다. 못난 아들이 지닌 열등감을 알고 있었기에 그 부족함을 채워줄 친구를 직접 골라 사귀도록 했다. 평생을 바쳐 일군 금형그룹의 후계자로 아들 종수가 적합할지, 필오동의 바이오산업단지 개발 프로젝트의 성공 여부로 평가할 계획이다.
- 한현준 : 민현우 역 - 고등학생

### 기타 인물
- 서상원 : 배병호 역 - 안현경찰서장
- 이창훈 : 윤진에게 뇌물을 주는 척 했던 기업 홍보팀장 역
- 미상 : 마약 판매책 역
- 미상 : 마약 자금책 역
- 최영우 : 장철구 역 - 오거미파 두목
- 미상 : 괴한 역
- 미상 : 마약상 역
- 미상 : 박준서의 휴대폰을 가지고 있던 형사팀 경찰 역
- 미상 : 이웃 역(†)
- 미상 : 이웃 역(†)
- 도건우 : 강민호 역 - 장재경과 마주한 취조실에서 레몬뽕에 강한 집착을 보인 노란 머리의 마약범
- 박용 : 보청기 가게 사장 역
- 유병훈: 방앗간 사장 역(†)
- 오일영 : 이명국 역(†)
- 미상 : 운종 의료원 원장 역
- 미상 : 민현우 할머니 역
- 김중기 : 주인상 역 - 안현시의 시장
- 정서아 : 박윤희 역 - 준서의 딸
- 김비비 : 박은영 역 - 윤희의 담당 의사
- 미상 : 채경태 역
- 미상 : 노규민 역
- 미상 : 브로커 역
- 김영선 : 윤성미 역 - 경태의 어머니
- 장은서 : 윤미자 역
- 이신기 : 한성훈 역
- 김도연 : 종수 비서 역
- 박준 : 엄시중 역
- 신연우 : 정영은 역

### 특별 출연
- 박진우[2] : 담임 역 (2회, 7회)

## 시청률
최저 시청률과 최고 시청률은 시청률 조사회사와 지역별로 시청률에 차이가 있을 수 있습니다.
| 2024년 | 2024년   | 2024년         | 2024년       | 2024년 |
| 회차   | 방송일   | 닐슨 시청률    | 닐슨 시청률  |        |
| 회차   | 방송일   | 대한민국(전국) | 서울(수도권) |        |
| ------ | -------- | -------------- | ------------ | ------ |
| 제1회  | 5월 24일 | 5.7%           | 6.1%         |        |
| 제2회  | 5월 25일 | 6.1%           | 7.0%         |        |
| 제3회  | 5월 31일 | 7.0%           | 6.7%         |        |
| 제4회  | 6월 1일  | 7.9%           | 8.2%         |        |
| 제5회  | 6월 7일  | 8.5%           | 8.5%         |        |
| 제6회  | 6월 8일  | 9.4%           | 10.0%        |        |
| 제7회  | 6월 14일 | 9.4%           | 9.8%         |        |
| 제8회  | 6월 15일 | 9.1%           | 9.5%         |        |
| 제9회  | 6월 21일 | 9.1%           | 8.9%         |        |
| 제10회 | 6월 22일 | 11.1%          | 11.4%        |        |
| 제11회 | 6월 28일 | 9.7%           | 10.4%        |        |
| 제12회 | 6월 29일 | 10.6%          | 11.2%        |        |
| 제13회 | 7월 5일  | 11.0%          | 11.7%        |        |
| 제14회 | 7월 6일  | 14.2%          | 14.8%        |        |

## 수상 목록
- 2024년 SBS 연기대상 여자 신인연기상 (김민주)
- 2024년 SBS 연기대상 미니시리즈 장르•액션 부문 남자 조연상 (권율)
- 2024년 SBS 연기대상 미니시리즈 장르•액션 부문 남자 조연상 (김경남)
- 2024년 SBS 연기대상 미니시리즈 장르•액션 부문 여자 조연상 (윤사봉)
- 2024년 SBS 연기대상 미니시리즈 장르•액션 부문 여자 조연상 (정유민)
- 2024년 SBS 연기대상 올해의 드라마상 (커넥션)
- 2024년 SBS 연기대상 미니시리즈 장르•액션 부문 여자 최우수연기상 (전미도)

## 같이 보기
- 대한민국의 텔레비전 드라마 목록 (ㅋ)
- 2024년 대한민국의 텔레비전 드라마 목록